# قائمة ولاة جند دمشق

بلاد الشام وولاياتها في عهد الخلافة العباسية في القرن التاسع

قائمة ولاة جند دمشق

## المنطقة
جند دمشق هو أكبر أجناد الشام، ضم معظم سوريا والأردن وشمال ووسط لبنان، وشرق سيناء حتى العريش. بينما كان بقية المناطق مثل صور وعكا والقدس تخضع لجند الأردن، ويافا ونابلس لجند فلسطين، وحمص وحماة وضواحيها لجند حمص، وقنسرين وأنطاكية لجند قنسرين. وهناك مناطق لم تُعد من أجناد الشام بل من الجزيرة الفراتية مثل الرقة، كما أن هناك مناطق اُختُلِف في تقسيماتها عدة مرات مثل حلب، التي ضُمَّت أحيانًا للجزيرة الفراتية مع الموصل، وأحيانًا أخرى عُدَّت من جند قنسرين.

## الولاة

### الخلافة الراشدة
- أبو عبيدة بن الجراح (13 - 18 هـ): تُوفي في 18 هـ
- يزيد بن أبي سفيان (18 هـ): تُوفي في نفس السنة
- معاوية بن أبي سفيان (18 - 23 هـ): أمر علي بن أبي طالب بعزله، لكن رفض. وأسَّس لاحقًا الدولة الأموية

### العصر الأموي
- الضحاك بن قيس الفهري (661–680؛ حكم في عهد الخليفة معاوية الأول) [1]
- عبد الرحمن بن أم الحكم الثقفي (فترة غير محددة في 685-705 في عهد الخليفة عبد الملك) [2]
- عبد العزيز بن الوليد (فترة غير محددة في 705-715 أثناء حكم والده الخليفة الوليد الأول) [3]
- محمد بن سويد بن كلثوم الفهري (715–720؛ أحد أقارب الضحاك بن قيس؛ حكم في عهد الخليفة سليمان بن عبد الملك واستمر في عهد الخليفة عمر الثاني لفترة غير محددة) [4]
- الضحاك بن عبد الرحمن الأشعري (فترة غير محددة في 717–720؛ حكم في عهد عمر الثاني) [5]
- عبد الله بن عبد الرحمن بن عتبة الفهري (فترة غير محددة في 720-724؛ حكم تحت حكم الخليفة يزيد الثاني ) [6]
- وليد بن طليد المري (فترة غير محددة في 720-732؛ حكم تحت حكم يزيد الثاني واستمر في منصبه تحت حكم الخليفة هشام بن عبد الملك حتى أعاد الأخير تعيينه في الموصل في 732) [7]
- الحكم بن الوليد بن يزيد بن عبد الملك (743–744؛ حكم في عهد والده الخليفة الوليد الثاني ) [8]
  - عبد الصمد بن محمد بن الحجاج (743–744؛ حفيد الحجاج بن يوسف، والٍ ملازم للحكم بن الوليد) [8]